# Решетников Євген Борисович
Євге́н Бори́сович Реше́тников (14 червня 1987, Миколаїв) — солдат Збройних сил України.

## Нагороди
За особисту мужність і героїзм, виявлені у захисті державного суверенітету та територіальної цілісності України, вірність військовій присязі під час російсько-української війни нагороджений
- орденом «За мужність» III ступеня (23.4.2015).